# Collegium Vocale Gent

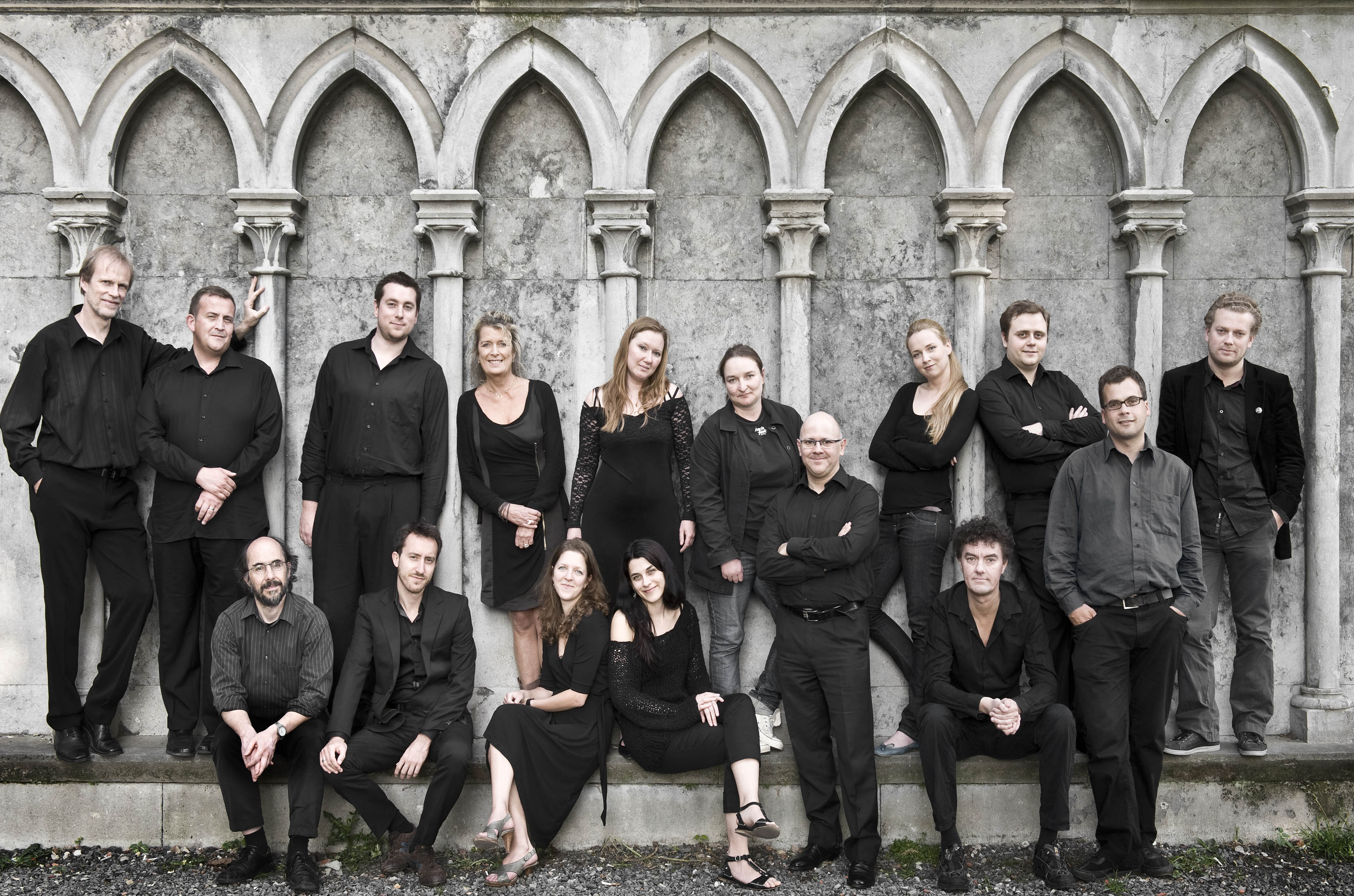

Collegium Vocale Gent je profesionální pěvecký sbor založený v roce 1970 z iniciativy Philippe Herreweghe skupinou přátel studujících na univerzitě v Gentu.

## Popis
Collegium Vocale byl v 70. letech dvacátého století jedním z prvních sborů, které aplikovaly poznatky historické interpretační praxe ve vokální hudbě. Jeho autentický, textově orientovaný a rétorický přístup dal souboru průzračný zvuk, se kterým získával světovou slávu a začali se o něj zajímat známí barokní dirigenti jako Gustav Leonhardt, Ton Koopman nebo Nikolaus Harnoncourt.
Vystupoval na hlavních koncertních místech a hudebních festivalech v Evropě, Spojených státech, Rusku, Jižní Americe, Japonsku, Hong Kongu a Austrálii.
Philippe Herreweghe se sborem natočii vysoce ceněnou kompletní nahrávku kantát Johanna Sebastiana Bacha.
Za svou pověst vděčí soubor také interpretaci děl skladatelů středoněmeckého baroka, jako byli Bach a Heinrich Schütz. Repertoár sboru zahrnuje díla od renesance až po období romantismu.
Od roku 1989 také existuje Orchestr Collegium Vocale Gent. Je složen z prvotřídních mezinárodních barokních interpretů, kteří podle potřeby vystupují společně se sborem.
Od roku 2017 provozuje vlastní letní festival Collegium Vocale Crete Senesi v Toskánsku v Itálii.